# Орден Заслуг германского орла
Орден Заслуг германского орла (нем. Verdienstorden vom Deutschen Adler) был учрежден 1 мая 1937 года, первым среди орденов Третьего рейха для награждения граждан иностранных государств. Формальную процедуру представления к награждению Орденом выполняло Министерство иностранных дел Третьего рейха.
Символика ордена основана на Мальтийском кресте и геральдических немецких орлах, держащих свастику.
По своему названию и виду орден имитировал ордена Пруссии — Орден Чёрного Орла и Орден Красного Орла.
За военные заслуги вручался Орден с мечами. В дополнение к Ордену была также утверждена медаль Заслуг Ордена Германского Орла. Медаль также была с мечами и без мечей.

## История Ордена
По аналогии с иностранными орденами первоначально было пять степеней — Большой Крест, гранд-командорский, командорский, офицерский и рыцарский кресты. В Третьем рейхе эти степени именовались соответственно — Большой Крест, Орден со звездой, Орден 1-го, 2-го и 3-го классов. Затем 20 апреля 1939 года Гитлер учредил еще одну высшую степень ордена — Золотой Большой Крест.
Первым награждённым был Б. Муссолини, он получил Большой Крест ордена с бриллиантами 25 сентября 1937 года.
По уставу Ордена Золотой Большой Крест могли иметь максимум 16 человек. Его получили: министр иностранных дел Италии граф Чиано, генералиссимус Ф. Франко, царь Болгарии Борис III, венгерский адмирал М. Хорти, президент Финляндии Р. Рюти и маршал К. Маннергейм, маршал Румынии И. Антонеску и посол Японии в Берлине генерал-лейтенант барон Хироси Осима.
Известно что в порядке исключения орден получили министры иностранных дел Третьего рейха — К. Нейрат и И. Риббентроп.
Орденом Германского Орла были награждены два гражданина США — автопромышленник Генри Форд, основатель фирмы Ford, и лётчик Чарльз Линдберг, совершивший первый трансатлантический перелёт в 1927 году.
Кавалером Ордена был русский генерал Хольмстон-Смысловский, сражавшийся на стороне Третьего Рейха.

## Порядок награждения
В статутах ордена первоначально отсутствовало указание на соответствие вручаемой степени чину награждаемого, поэтому до появления соответствующей статьи, Министерство иностранных дел и Военное министерство ориентировались на сложившиеся к тому моменту международные обычаи. 7 марта 1944 года Верховное командование вермахта опубликовало директиву, вносившую ясность в этот вопрос. Начиная с указанной даты, знаки ордена следовало вручать: бронзовую медаль — нижним чинам, серебряную медаль — унтер-офицерам; орден 5-го класса — офицерам в чине от лейтенанта до капитана; 4-го класса — майорам, 3-го класса — подполковникам и полковникам, 2-го класса — генерал-майорам и генерал-лейтенантам; 1-го класса — генералам, Большой крест — генерал-полковникам и фельдмаршалам.

## Современное положение знака
В Германии ношение Ордена Заслуг германского орла наказывается в соответствии с положениями § 86, 86а Уголовного кодекса, рассматривающей в т.ч. использование символики бывших национал-социалистических организаций. Ношение его без изображения свастики также не допускается и преследуется как административное правонарушение (статья 6, пункты 1 и 2 в совокупности со статьей 8 Закона о званиях, орденах и знаках отличия).
В Австрии ношение этой награды в общественных местах также запрещено и преследуется как административное правонарушение (§ 1, абзац 2 в сочетании с § 4 Закона о наградах 1960 года).

## Известные награждённые

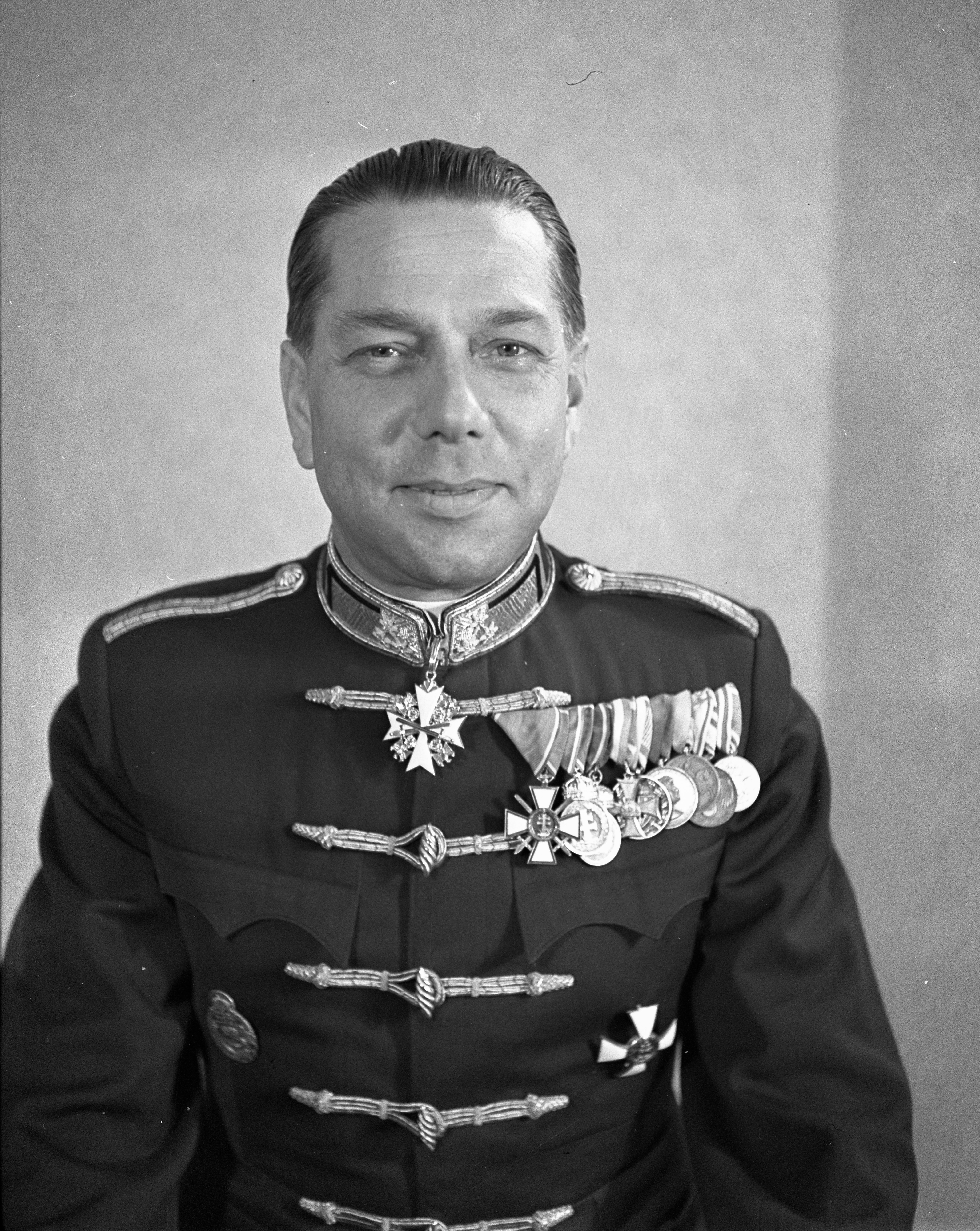
Венгерский военнослужащий, награждённый Орденом Заслуг германского орла (1943 год)

Золотой Большой Крест (не более 16 персон)
- Рейхсминистры иностранных дел
  - Константин фон Нейрат
  - Иоахим фон Риббентроп
  - Людвиг Шверин фон Крозиг
- Протекторы Богемии и Моравии
  - Константин фон Нейрат
  - Рейнхард Гейдрих
  - Курт Далюге
  - Вильгельм Фрик
- 25 сентября 1937 года — Бенито Муссолини, первый награждённый; Большой Крест ордена с бриллиантами
- Йон Антонеску, глава генерального штаба сухопутных войск Румынии
- Борис III, царь Болгарии
- Галеаццо Чиано
- Франсиско Франко, испанский политик и военачальник
- Миклош Хорти
- фельдмаршал Карл Густав Эмиль Маннергейм, финский верховный главнокомандующий
- генерал Хироси Осима, посол Японии
- Ристо Рюти, президент Финляндии
- Йозеф Тисо, президент Словакии
- 27 февраля 1940 года Сэйсиро Итагаки

Большой Крест
- 1937 год Иво Андрич
- 2 апреля 1938 года – Луанг Прадитманутам (Приди Паномионг), министр иностранных дел Сиама[3]
- 2 апреля 1938 года – Ван Вайтайакон, принц Сиама[3]
- 30 июля 1938 года – Генри Форд, американский автопромышленник (к 75-летию)
- 18 января 1940 года — Хидэки Тодзио
- 19 февраля 1940 года – Свен Гедин, шведский путешественник (к 75-летию)
- 4 сентября 1940 года — Харальд Эквист, финский военачальник
- 7 октября 1940 года – генерал Улоф Тёрнелл, командующий вооружёнными силами Швеции
- ноябрь 1941 года — Уго Кавальеро
- 3 марта 1942 года – Анте Павелич, поглавник Независимого государства Хорватия
- Акилле Стараче, секретарь итальянской Национальной фашистской партии
- Итало Бальбо
- Наокуни Номура
- Рудольф Вальден
- Сигэтаро Симада

Орден со звездой
- 28 июня 1937 года – Томас Дж. Уотсон, IBM, за содействие в обработке данных на вычислительных машинах Холлерита[4] (6 июня 1940 года вернул орден)
- 19 октября 1938 года – Чарльз Линдберг, лётчик
- Фанни Луукконен, глава организации «Лотта Свярд»

Орден 1-го класса
- Джеймс Муни, вице-президент компании General Motors
- Эрнест Либольд, бизнесмен из компании «Форд»
- Людвиг Винче полковник Венгерской королевской армии
- 28 мая 1939 года Антонио Гарсия Наварро (с мечами)
- 18 января 1940 года Масахару Хомма
- 18 января 1940 года Киитиро Хигути
- 25 ноября 1940 года Эрнё Донаньи
- октябрь 1941 года Фердинанд Чатлош
- (1943) Эмилио Эстебан-Инфантес
- Михай Ибраний
- Исороку Ямамото
- Вильгельм Мунтерс

Орден 2-го класса
- 1938 год Золтан Пишки
- 28 июля 1940 года Томоюки Ямасита
- 21 августа 1941 года — Йозеф Туранец
- Борис Хольмстон-Смысловский
- Йожеф Хеслени
- Фердинандо Касарди, итальянский адмирал
- Ганс Георг фон Макензен
- Пьетро Маннелли (с мечами)
- Ялмар Сииласвуо
- Пааво Талвела (с мечами)
- Вильо Эйнар Туомпо
- Ян Чернек

Орден 3-го класса
- 1942 год Мариана Дрэджеску
- 1942 год Надежда Руссо

Орден 4-го класса
- Карло Феча ди Коссато, итальянский подводник

Орден 5-го класса
- Иштван Хорти

(нет данных)
- Оскарс Данкерс
- Николай Галдиньш
- Кристиан Эрнст Гюнтер, министр иностранных дел Швеции
- Джованни Джентиле
- Хория Мачеллариу
- Бела Миклош
- Алессандро Паволини
- Луиджи Сансонетти
- Пибун Сонгкрам
- Ференц Фекетехальми-Чейднер
- Георгиос Цолакоглу
- Мицумаса Ёнай
- Нобутакэ Кондо
- Славко Кватерник
- Игорь Сахаров
- Вернер фон дер Шуленбург
- Эрнст фон Вайцзеккер